# Hemicaranx
Hemicaranx – rodzaj ryb z rodziny ostrobokowatych.

## Klasyfikacja
Gatunki zaliczane do tego rodzaju:
- Hemicaranx amblyrhynchus
- Hemicaranx bicolor
- Hemicaranx leucurus
- Hemicaranx zelotes